# Gaspar Pérez de Villagrá

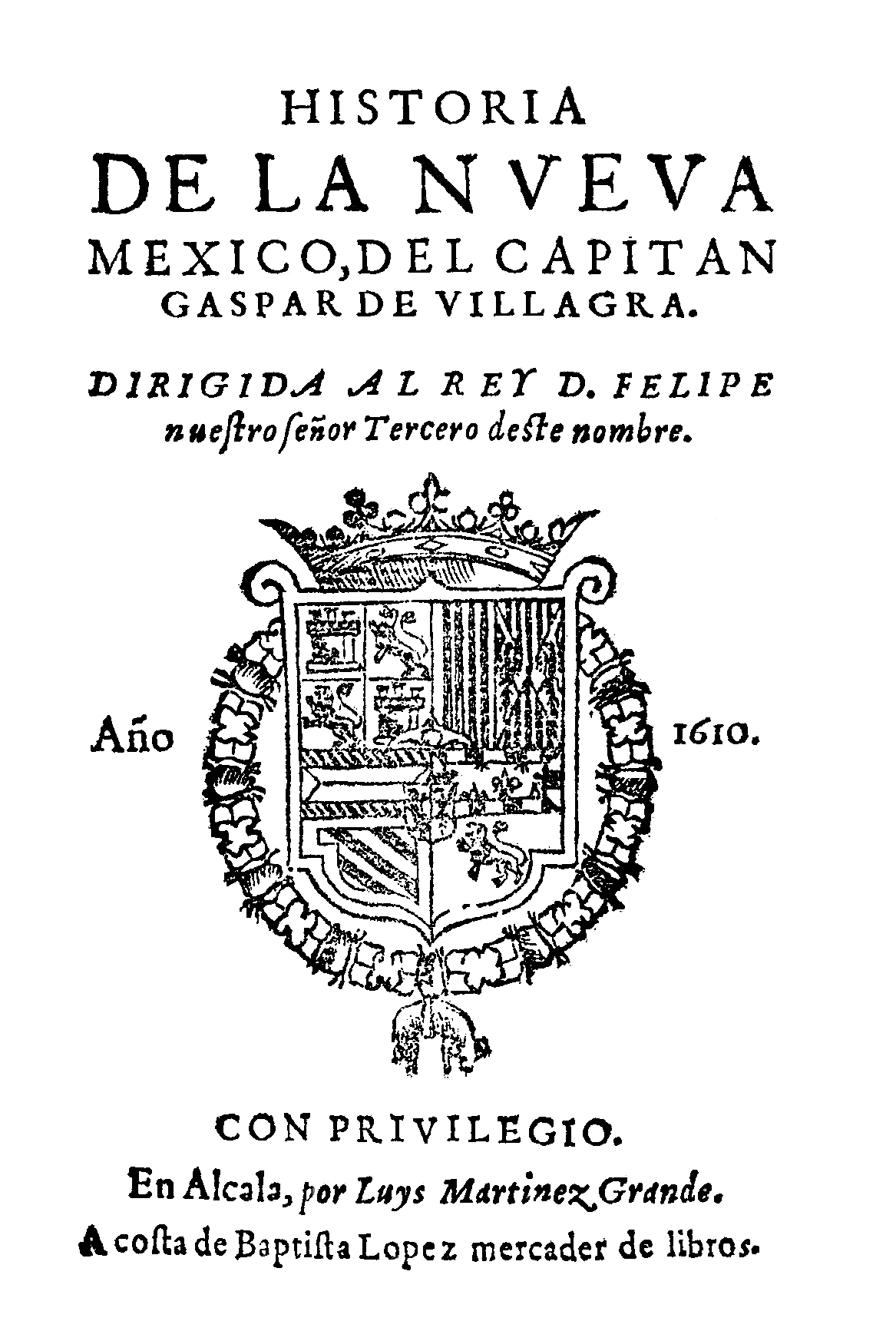
Portada del libro "Historia de la Nueva Mexico" (1610).

Gaspar Pérez de Villagrá o Villagrán (Puebla de los Ángeles, Nueva España, 1555 - 1620), fue un militar y poeta épico novohispano, recordado por haber participado como capitán bajo el mando de Juan de Oñate en la primera expedición de conquista y de exploración de los pueblos indígenas de Nuevo México en el Suroeste de Estados Unidos, de la que dejó una crónica de la campaña  en su épica Historia de Nuevo México (1610).

## Biografía
Gaspar Pérez de Villagrá nació en la Puebla de los Ángeles, y estaba emparentado con Francisco de Villagra, uno de los hombres que lucharon contra los araucanos en Chile. Viajó a España y se graduó de bachiller en letras en la Universidad de Salamanca en 1580, y ese mismo año volvió a México (en el canto veinte de su Historia afirma que pasó siete años en la Corte de Felipe II antes de que en 1595 se asociara con Oñate para la colonización de Nuevo México). Participó, pues, en los sucesos por él descritos en la conquista de Nuevo México, como capitán de la expedición encabezada por Juan de Oñate, iniciada en 1598 y concluida en 1599, que abrió camino al norte cruzando el río Grande cerca de las actuales Ciudad Juárez y El Paso. Narraciones antecedentes sobre la misma zona de los actuales Estados Unidos se encuentran en Cabeza de Vaca o Francisco Vázquez de Coronado, entre otros. En la lista del año 1598 en que se describe a los soldados de Oñate se le retrata como de mediana estatura, fornido, barba canosa y calvo. De acuerdo con el grabado de su fisonomía que aparece en su Historia, dos marcadas arrugas cruzan su frente, lo que también aparece descrito en el documento.
Su prestigio y la confianza mutua que sentían Oñate y Villagrá llevó al segundo a ser nombrado gobernador de Acoma e informar de las riquezas descubiertas en Nuevo México en la capital del virreinato, México. Desde marzo de 1599 hasta agosto de 1600 estuvo reclutando refuerzos para el general y Oñate declaró a Villagrá hijodalgo de solar el 1 de octubre de 1603 con todos los privilegios para él y sus descendientes gracias a un poder real. Años más tarde, regresó a México como alcalde mayor de Guanacevi (Durango). Por un testimonio del propio Pérez de Villagrá dado en Sevilla el 10 de mayo de 1610, en que dice que salió para México en 1608 y que regresó en 1609, se sabe el año en que escribió su Historia. En una petición del 8 de julio de 1613 Villagrá pidió al rey tierras en la Nueva España para sufragar los amplios gastos de la expedición y se defendió de los diversos cargos que se le hicieron como juez (que había degollado a dos desertores sin juzgarles ni darles confesión y que había dejado a otros dos sin castigo y que en su carta al virrey había exagerado la riqueza del terreno descubierto). Declarado culpable de ambos cargos se le desterró en 1614 de la provincia de Nuevo México por seis años, se le prohibió ejercer su oficio y cargo de capitanía por dos años y tuvo  que pagar las costas del juicio. El 20 de noviembre de 1615 certificó que dada la lista de sus servicios pedía el gobierno de Campeche y el Corregimiento de Tabasco y finalmente, el 20 de febrero de 1620 Villagrá fue nombrado alcalde mayor de Zapotitlán (Guatemala), cargo que no llegó a ejercer porque en el viaje en barco a América falleció, dejando viuda y dos hijos: José de Villagrá y María de Vilches, casada con el capitán Cristóbal Becerra y Montezuma. Su viuda, Catalina de Soto, envió a su hijo a España con un memorial, pidiendo dinero, en 1622. El Consejo de Indias aprobó darle la cantidad de 200 pesos. 
La Historia de la Nueva México (Alcalá de Henares: Luis Martínez Grande; 1610) por él escrita es la primera obra literaria épica concerniente al actual territorio de los Estados Unidos, que desarrolla el enfrentamiento de los conquistadores con los pueblos nativos, narrando entre otras cosas el ataque a Acoma. El punto de vista de Pérez de Villagrá difiere sustancialmente del de los nativos americanos, recogido en la tradición oral hopi. Formalmente, es reseñable el uso del verso endecasílabo suelto en la obra, que consta de 34 cantos. Se publicó una década antes del desembarco de los peregrinos ingleses y catorce años antes de que apareciese la Historia General de Virginia, Nueva Inglaterra, y las islas Summer (General Historie of Virginia, New England, and the Summer Isles), del capitán John Smith.